# Elección para gobernador de Colorado de 2010
La elección para gobernador de Colorado de 2010 tuvo lugar el 2 de noviembre. El ganador inició su mandato en enero de 2011.

## Primaria republicana

### Candidatos

#### Declarados
- Dan Maes, empresario[3]
- Scott McInnis, exrepresentante de Estados Unidos[4]

#### Candidaturas declinadas
- John Suthers, procurador general de Colorado[5]
- Josh Penry, senador estatal
- Tom Tancredo, exrepresentante de Estados Unidos

### Resultados
|  | 50.66 % |

|  | 49.36 % |

|  | 100 % |

## Primaria libertaria

### Candidatos
- Jaimes Brown
- Dan Sallis, candidato a vicepresidente de los Estados Unidos en 2008 del Partido del Té de Boston[7]

### Resultados
|  | 64.03 % |

|  | 35.98 % |

|  | 100 % |

## Resultados
|  | 51.1 % |

|  | 36.4 % |

|  | 11.1 % |

|  | 0.7 % |

|  | 100 % |

|  | 73.49 % |